# Переменная (программирование)
Переме́нная в императивном программировании — именованная, либо адресуемая иным способом абстрактная/виртуальная или физическая память. Адрес, на который указывает переменная используется для доступа к данным, а данные , находящиеся в переменной, называются значением этой переменной. Свойства значений в переменной явно или неявно определяются типом переменной.
В других парадигмах программирования, например, в функциональной и логической, понятие переменной оказывается несколько иным. В таких языках переменная определяется как имя, с которым может быть связано значение, или даже как место (location) для хранения значения.
Область видимости и/или время существования переменной в языках программирования задаётся классом памяти.

## Классификация

### Статическая и динамическая типизация переменных
Если тип данных определяется на этапе компиляции, имеет место статическая типизация, а если на этапе выполнения программы — динамическая. В последнем случае иногда говорят, что переменная не имеет типа, хотя данные, содержащиеся в ней, безусловно, относятся к определённому типу данных, но выясняется это уже во время выполнения программы.
В большинстве случаев статическая типизация позволяет уменьшить затраты ресурсов при выполнении программы, поскольку для динамической типизации требуются затраты ресурсов на выяснение типов данных и их приведение в выражениях со смешанными типами. Статическая типизация позволяет проводить проверку типов на этапе компиляции программы. Это также упрощает обнаружение ошибок ещё на этапе разработки, когда их исправление обходится менее дорого.
Тем не менее, во многих случаях необходимо применение динамической типизации. Например, необходимость поддержания совместимости при переходе на новый формат представления данных (например, старая часть проекта посылает процедуре дату символьной строкой, а новые объекты используют более современный числовой тип).

### Статические и динамические переменные
Адрес поименованной ячейки памяти также может определяться как на этапе компиляции, так и во время выполнения программы. По времени создания переменные бывают статическими и динамическими. Первые создаются в момент запуска программы или подпрограммы, а вторые создаются в процессе выполнения программы.
Динамическая адресация нужна только тогда, когда количество поступающих на хранение данных заранее точно не известно. Такие данные размещают в специальных динамических структурах, тип которой выбирается в соответствии со спецификой задачи и с возможностями выбранной системы программирования. Это может быть стек, куча, очередь и т. п. Даже файл, в том смысле, который заложил Н.Вирт в Паскаль, является динамической структурой.

### Локальные и глобальные переменные. Области видимости
По зоне видимости различают локальные и глобальные переменные. Первые доступны только конкретной подпрограмме, вторые — всей программе. С распространением модульного и объектного программирования, появились ещё и общие переменные (доступные для определённых уровней иерархии подпрограмм). Область видимости иногда задаётся классом памяти. Ограничение видимости может производиться путём введения пространств имён.
Ограничение зоны видимости придумали как для возможности использовать одинаковые имена переменных (что разумно, когда в разных подпрограммах переменные выполняют похожую функцию), так и для защиты от ошибок, связанных с неправомерным использованием переменных (правда, для этого программист должен владеть и пользоваться соответствующей логикой при структуризации данных).

### Простые и сложные переменные
По наличию внутренней структуры, переменные могут быть простыми или сложными (составными).
- Простые переменные не имеют внутренней структуры, доступной для адресации. Последняя оговорка важна потому, что для компилятора или процессора переменная может быть сколь угодно сложной, но конкретная система (язык) программирования скрывает от программиста её внутреннюю структуру, позволяя адресоваться только «в целом».
- Сложные переменные программист создаёт для хранения данных, имеющих внутреннюю структуру. Соответственно, есть возможность обратиться напрямую к любому элементу.

Самыми характерными примерами сложных типов являются массив (все элементы однотипные) и запись (элементы могут иметь разный тип).
Следует подчеркнуть относительность такого деления: для разных программ одна и та же переменная может иметь разную структуру.
Например, компилятор различает в переменной вещественного типа 4 поля: знаки мантиссы и порядка, плюс их значения, но для программиста, компилирующего свою программу, вещественная переменная — единая ячейка памяти, хранящая вещественное число.

## Соглашения об именовании переменных
- Венгерская нотация
- CamelCase
- Snake case